# Piibumäe
Piibumäe – wieś w Estonii, w prowincji Jõgeva, w gminie Pala.